# 克利阿科斯

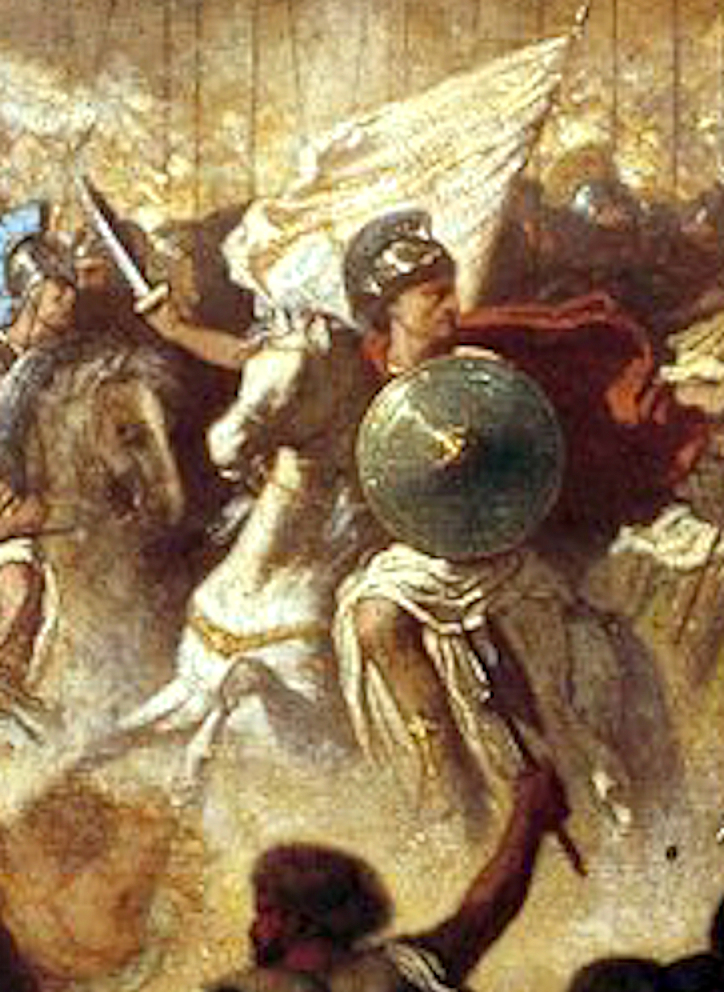
克利阿科斯画像

克利阿科斯（Clearchus 或 Clearch）(古希臘語：中；约公元前450年生于斯巴达-前401年死于巴比伦)是一名斯巴达将领和佣兵，后在小居鲁士帐下服役。拉菲阿斯（Rhamphias）之子。
前411年，克利阿科斯随着船队派往赫勒斯滂并成为拜占庭总督。由于他是个外邦人（proxenus）,使得他在当地很不受欢迎。在他不在场的情况下，守军向阿尔西比亚德斯领导的雅典包围军投降(409年)。
随后克利阿科斯返回斯巴达，并呼吁五督政官，要求派兵重返拜占庭，并保护这座城市及邻近殖民地免受遭色雷斯人的袭击。于是，他被授予了一支军队，可是当督政官知道了拜占庭人把克利阿科斯视作一位僭主时，他们写信传召克利阿科斯回来，此时的克利阿科斯尚在科林斯地峡。克利阿科斯无视来信，继续
前往拜占庭，因为他立即被督政官宣布为违法。他成功的击退了色雷斯人，进而获得了当地希腊城邦的支持。克利阿科斯继而希望以自己的成功获得斯巴达督政官的青睐，结果却事与愿违。当小居鲁士了解到有一支斯巴达军队在附近时，他派人带着10000大流克去见克利阿科斯，要求他加入自己的王权继位战争。克利阿科斯接受了意见。他把拜占庭军营的权力移交给希力苏斯（Helixus of Megara，见Coeratadas)。
前401年，库纳克萨战役，克利阿科斯带着希腊万人雇佣军团列阵在小居鲁士军队右翼。小居鲁士死后，克利阿科斯指挥军队撤退，随后被背信弃义的萨迪斯总督提萨斐尼俘送阿尔塔薛西斯二世处，并处决于巴比伦。